# Kokosfaser
Als Kokosfasern (Kurzzeichen:CC), auch bekannt als Coir, werden die Naturfasern bezeichnet, die aus der äußeren Umhüllung der Kokosnuss, dem Mesokarp, gewonnen werden. Sie zählen zu den Fruchtfasern. Das Eigenschaftsprofil ähnelt dem von  Hartfasern. Dabei können Fasern aus unreifen Früchten zu Garnen und damit zu Geweben verarbeitet werden. Fasern reifer Früchte können dagegen aufgrund ihres höheren Holzanteils nicht versponnen werden.

## Gewinnung
Aus der Kernumhüllung unreifer Früchte werden Fasern gewonnen, die zu Garnen verarbeitet werden können. Es handelt sich um Faserbündel, die durch einen Pektin-Abbau durch Mikroorganismen aus dem umliegenden Gewebe getrennt gewonnen werden. Der Faseranteil beträgt zwischen 32 % und 44 %. Dazu wird der Mesokarp zunächst vom Steinkern gelöst und dann zur Verrottung des Pektins („Röstung“ genannt), mehrere Monate im Wasser gelagert. Bewährt haben sich dazu die Brackwässer von Lagunen, heute werden aber vielfach Tanks benutzt. Nach diesem „Röstvorgang“ werden die Fasern traditionell durch Klopfen gelöst (heute maschinell) und noch feucht nach Farbe und Feinheit sortiert. Kokosfasern werden unter dem Namen Coir gehandelt. Der Name „coir“ leitet sich von den zwei Worten „kayar“ für Seil oder Leine und „kayaru“, was verdreht bedeutet, ab.

## Eigenschaften
Kokosfasern bestehen aus 45 % aus Lignin und zu 44 % aus Zellulose. Das hat zur Folge, dass die Fasern sehr dehnbar, fest und langlebig  sind. Neben ihrer hohen Abrasionbeständigkeit sind die Fasern auch  unempfindlich gegen Pilz- und bakteriellen Befall und können monatelange Feuchte überdauern, ohne sich zu zersetzen. Kokosfasern sind zudem isolierend, schallschluckend, antistatisch und schwer entzündlich.
Die Fasern besitzen eine Dichte von ca. 1,15 g/cm3 und einen Durchmesser von etwa 100 bis 450 μm. Die Zellwände sind dickwandig und das Lumen ist unregelmäßig geformt. Die Zugfestigkeit von 130 bis 175 MPa und die Steifigkeit von 4 bis 6 GPa sind relativ gering im Vergleich zu anderen Naturfasern wie zum Beispiel Flachs oder Ramie, jedoch besitzen sie eine ausgesprochen hohe Dehnbarkeit von bis zu 40 %.

## Erzeugnisse aus Kokosfasern
Kokosfasern dienen der Herstellung von Seilen, Matten, Teppichen und Wandverkleidungen. Traditionell wurden und werden dünne Schnüre aus Kokosfasern verwendet, um Holzteile miteinander zu verbinden, vor allem beim Bau von Kanus und Häusern.
Fasern von reifen und vollreifen Früchten haben einen höheren Holzanteil, lassen sich daher nicht verspinnen und werden als Füllmaterial für Matratzen und Polster oder zur Wärmedämmung verwendet. Des Weiteren werden die Fasern im Fahrzeugbau, für Fußmatten, Akupressurmatten, Hüte, Körbe, Teppiche und kunsthandwerkliche Arbeiten genutzt. Kokosfasern werden aufgrund ihrer Feuchtebeständigkeit auch als Geotextilien für den Erosionsschutz und als  torffreies Pflanzsubstrat im Gartenbau, vor allem in der Hydroponik, verwendet, ebenso der aus Faserstaubabfällen produzierte Kokostorf.  Seit kürzerer Zeit werden Kokosfasern auch als Verstärkungselemente für naturfaserverstärkte Kunststoffe eingesetzt.
Kokosfasern werden zudem zur Herstellung von Kokoserde verwendet. Die Kokoserde besteht aus 100 % organischem Kokoshumus. Sie entsteht durch die Nutzung der Fasern der Kokoshülle. Für eine Jungpflanze ist diese Erde der perfekte Ersatz für herkömmliche Blumenerde. Durch eine thermische Sterilisierung sind die Kokosfasern frei von Samen und Organismen. Kokoserde kann aufgrund ihrer besonderen Zellstruktur viel Wasser sowie Nährstoffe aufnehmen. Außerdem kann sie nicht von Schimmel befallen werden und bietet eine gute Sauerstoffzufuhr durch die lockere Struktur.
Haupterzeugerländer von Kokosfasern waren im Jahr 2021 Indien (581.641 t), Vietnam (381.761 t) und Sri Lanka (160.736 t), was ca. 89 % der Welterzeugung entsprach.

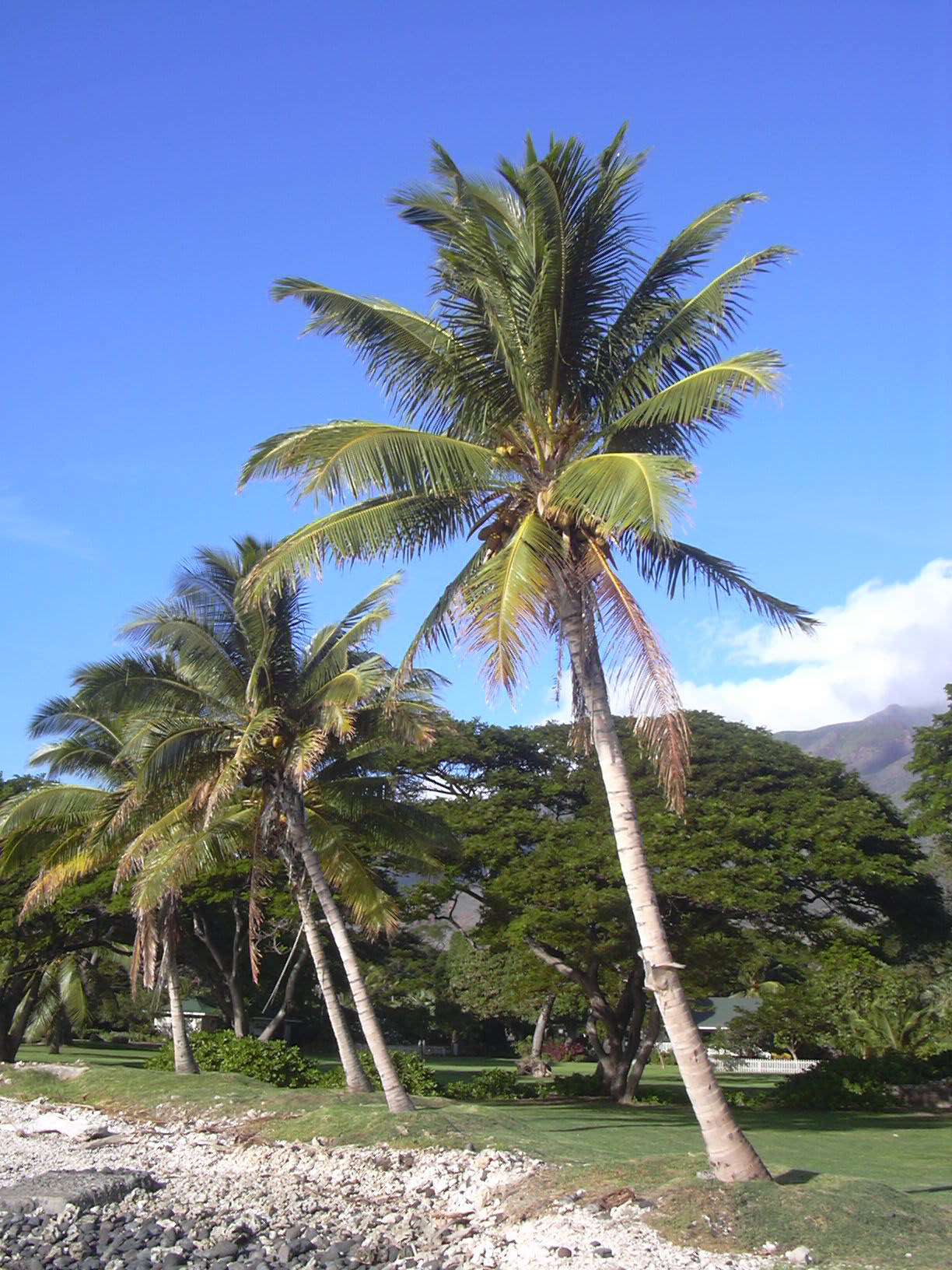
Kokospalmen
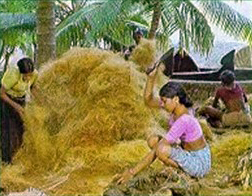
Gewinnung von Kokosfasern
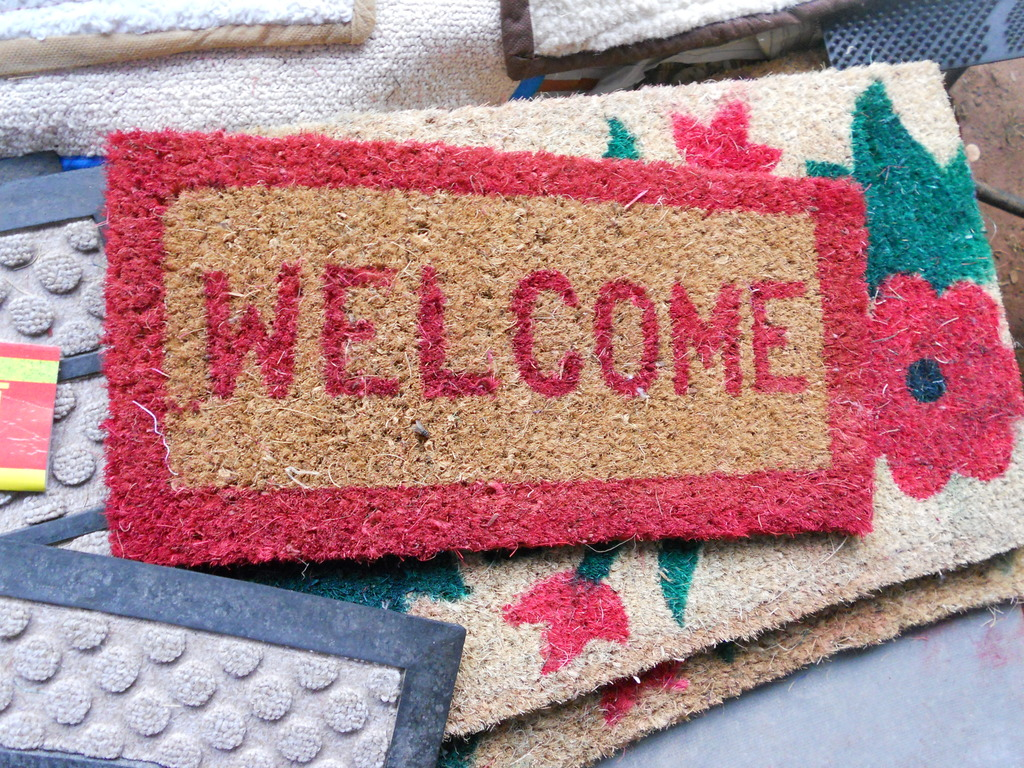
Fußabtreter aus Kokosfasern
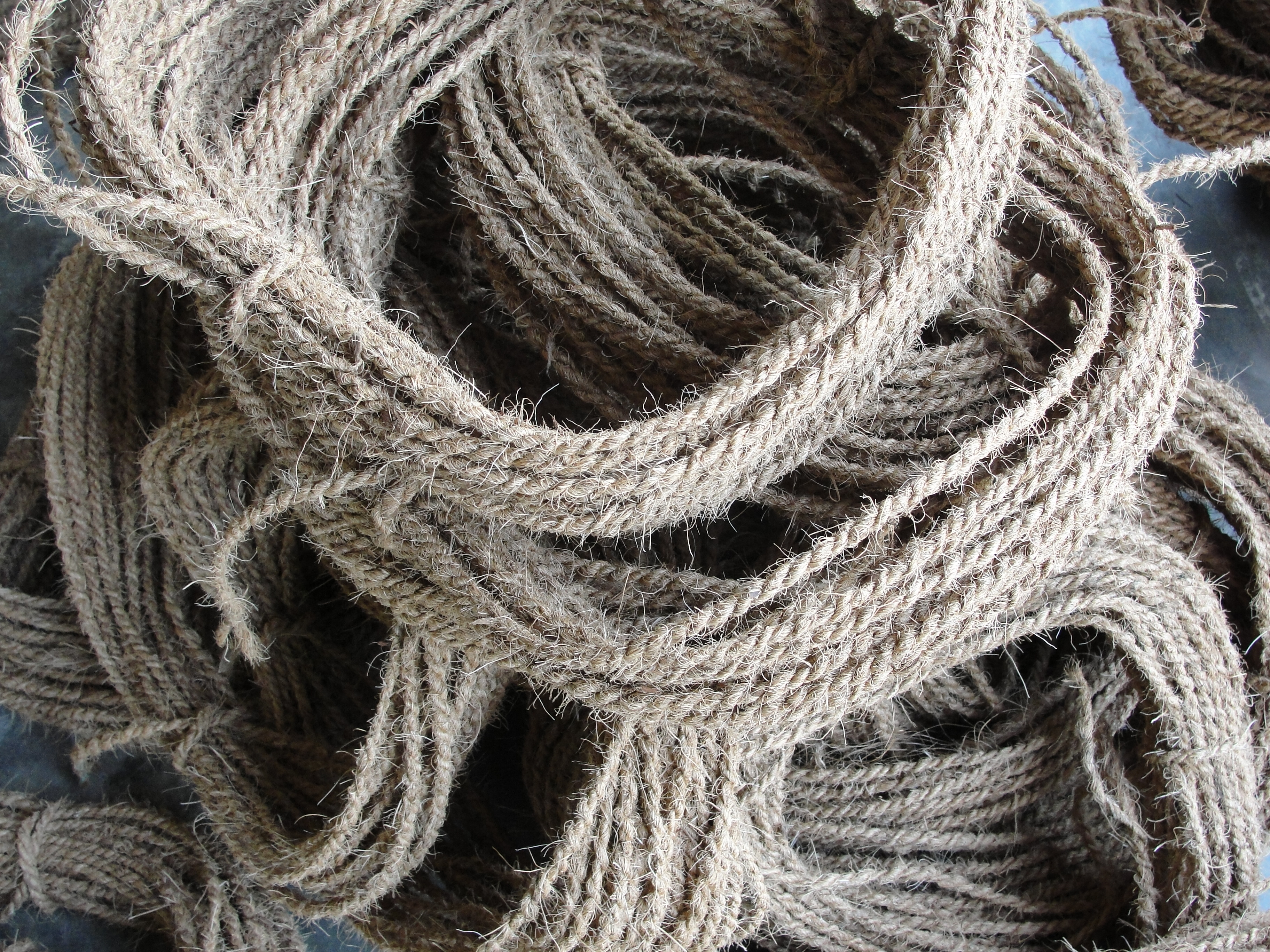
Seil aus Kokosfasern
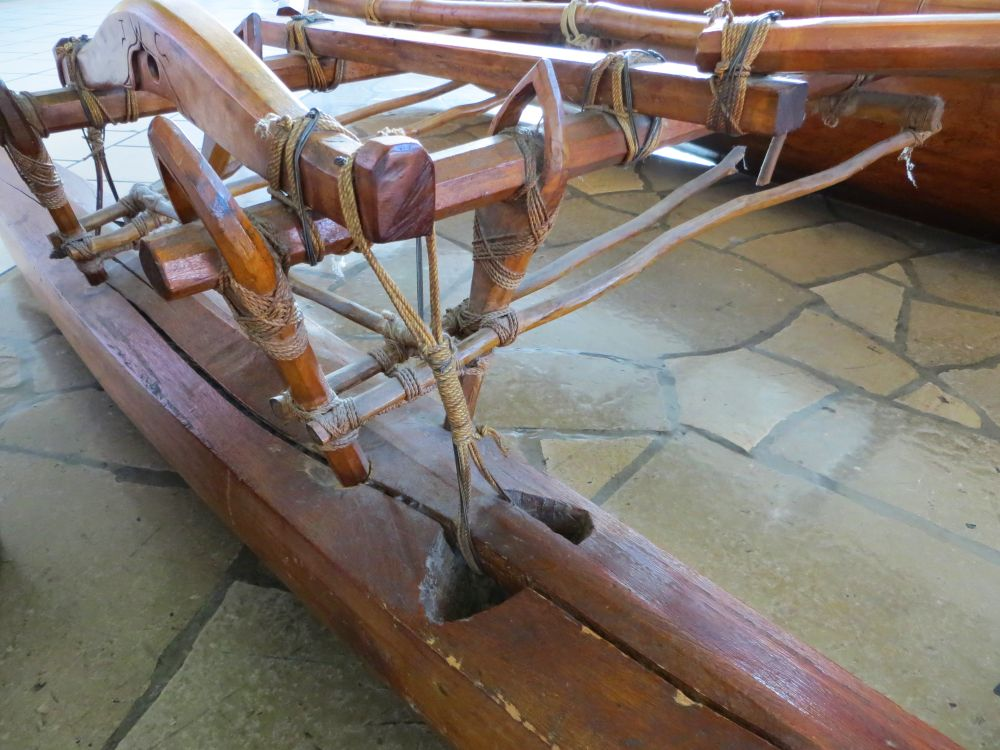
Die Teile dieses traditionellen Kanus sind mit Schnüren aus Kokosfasern verbunden

## Belege
1. 1 2 3 4 5 6 7  A. Bismarck, S. Mishra, T. Lampke: Plant Fibers as Reinforcement for Green Composites. In: Amar K. Mohanty, Manjusri Misra, Lawrence T. Drzal (Hrsg.): Natural fibers, biopolymers, and biocomposites. Taylor & Francis Group, Boca Ranton FL 2005, ISBN 0-8493-1741-X.
2. ↑   Dieter Veit: Fasern – Geschichte, Erzeugung, Eigenschaft, Markt. Springer Berlin 2023, ISBN 978-3-662-64468-3, S. 275.
3. ↑  z. B.  bei Gewächshaustomaten, Katja Stückemann, Hier steckt Energie drin, Landwirtschaftliches Wochenblatt Westfalen-Lippe 43/2014, S. 43, 44.
4. ↑  Dieter Veit: Fasern – Geschichte, Erzeugung, Eigenschaft, Markt. Springer Berlin 2023, ISBN 978-3-662-64468-3, S. 279.